# هوارد وول
هوارد وول (بالإنجليزية: Howard Wall)‏ هو لاعب كرة قاعدة أمريكي، ولد في ديسمبر 1854 في واشنطن العاصمة في الولايات المتحدة، وتوفي بنفس المكان في 15 مارس 1909.

## وصلات خارجية
- هوارد وول على موقعبيزبول رفرنس.كوم (الدوري الرئيسي) (الإنجليزية)